# William Kyme, 2. Baron Kyme
William Kyme, 2. Baron Kyme (* um 1283; † vor 25. März 1338) war ein englischer Adliger.
William Kyme entstammte der Familie Kyme, einer Adelsfamilie aus Lincolnshire. Er war der älteste Sohn von Philip Kyme, 1. Baron Kyme und von dessen Frau Joan Bigod. Wie sein Vater war ein loyaler Unterstützer von König Eduard II. Ab 1315 nahm er mehrmals an Feldzügen von Eduard II. gegen Schottland teil. 1322 gehörte er zum königlichen Heer, das die Rebellen unter Thomas of Lancaster in der Schlacht bei Boroughbridge schlug. Während des Saintonge-Kriegs diente er im englischen Heer in der Gascogne. 1326 beauftragte ihn der König, im Falle einer gegnerischen Landung den Arundel bei der Aufstellung von Aufgeboten in Lincolnshire zu unterstützen.
Nach dem Tod seines Vaters vor 1323 hatte er dessen Besitzungen geerbt, darunter die kleine Baronie Sotby in Lincolnshire. Bereits 1320 hatte er erste lokale Ämter übernommen, ab 1323 wurde er bis 1335 oder 1336 als Baron Kyme zu den Parlamenten geladen. 
Kyme hatte Joan, eine Tochter von Humphrey Littlebury geheiratet. Die Ehe blieb kinderlos, so dass bei seinem Tod sein Neffe Gilbert de Umfraville, 9. Earl of Angus, der Sohn seiner Schwester Lucy Kyme sein Erbe wurde. Seine Witwe heiratete um 1342 in zweiter Ehe Nicholas Cantilupe, 3. Baron Cantilupe. 